# Nationaldivisioun (2012/2013)
W sezonie 2012/2013 rozgrywana była 99. edycja najwyższej klasy rozgrywkowej piłki nożnej w Luksemburgu – Nationaldivisioun (fr. Division Nationale, niem. Nationaldivision). Tytułu mistrzowskiego bronił zespół F91 Dudelange. Rozgrywki rozpoczęły się 5 sierpnia 2012, a zakończyły 12 maja 2013.

## Zasady rozgrywek
W rozgrywkach bierze udział 14 drużyn, walczących o tytuł mistrza Luksemburga w piłce nożnej. Każda z drużyn rozegra po 2 mecze ze wszystkimi przeciwnikami (razem 26 spotkań). 13. i 14. drużyna tabeli spadnie do Éierepromotioun, a 12. weźmie udział w barażach o utrzymanie się w Nationaldivisioun. Mistrz kraju otrzyma prawo gry w I rundzie kwalifikacyjnej Ligi Mistrzów UEFA. Zdobywca Pucharu Luksemburga, wicemistrz oraz 3. drużyna ligi wystąpi w I rundzie kwalifikacyjnej Ligi Europy UEFA.

## Drużyny
| Uczestnicy poprzedniej edycji                                                                                 | Uczestnicy poprzedniej edycji | Uczestnicy poprzedniej edycji | Uczestnicy poprzedniej edycji |
| --- | ----------------------------- | ----------------------------- | ----------------------------- |
| DUD | F91 Dudelange                 | 1                             |                               |
| JES | Jeunesse Esch                 | 2                             |                               |
| GRE | CS Grevenmacher               | 3                             |                               |
| DIF | FC Differdange 03             | 4                             |                               |
| KÄE | UN Käerjéng 97                | 5                             |                               |
| FOL | Fola Esch                     | 6                             |                               |
| RMH | RM Hamm Benfica               | 7                             |                               |
| PÉT | CS Pétange                    | 8                             |                               |
| PRO | Progrès Niedercorn            | 9                             |                               |
| RAC | Racing FC                     | 10                            |                               |
| UKT | Union 05 Kayl-Tétange         | 11                            |                               |
| Awans z Éierepromotioun                                                                                       |                               |                               |                               |
| JEC | Jeunesse Canach               | 1                             |                               |
| ETZ | Etzella Ettelbruck            | 2                             |                               |
| Awans z Éierepromotioun po barażach                                                                           |                               |                               |                               |
| WIL | FC Wiltz 71                   | 3                             |                               |
| Oznaczenia: - kolumna pierwsza – skróty nazw drużyn, - kolumna trzecia – miejsce zajęte w poprzednim sezonie. |                               |                               |                               |

## Tabela
| Lp. | Drużyna                   | M  | Z  | R | P  | B+ | B– | +/– | Pkt | Kwalifikacja lub spadek                                     |
| --- | ------------------------- | -- | -- | - | -- | -- | -- | --- | --- | ----------------------------------------------------------- |
| 1   | Fola Esch (M)             | 26 | 18 | 5 | 3  | 66 | 23 | +43 | 59  | Kwalifikacja do Liga Mistrzów UEFA • I runda kwalifikacyjna |
| 2   | F91 Dudelange             | 26 | 16 | 7 | 3  | 53 | 20 | +33 | 55  | Kwalifikacja do Liga Europy UEFA • I runda kwalifikacyjna   |
| 3   | Jeunesse Esch (P)         | 26 | 16 | 2 | 8  | 53 | 30 | +23 | 50  | Kwalifikacja do Liga Europy UEFA • I runda kwalifikacyjna   |
| 4   | Differdange 03            | 26 | 14 | 5 | 7  | 54 | 34 | +20 | 47  | Kwalifikacja do Liga Europy UEFA • I runda kwalifikacyjna   |
| 5   | RM Hamm Benfica           | 26 | 13 | 7 | 6  | 53 | 38 | +15 | 46  |                                                             |
| 6   | Grevenmacher              | 26 | 11 | 9 | 6  | 43 | 32 | +11 | 42  |                                                             |
| 7   | Jeunesse Canach           | 26 | 10 | 7 | 9  | 40 | 35 | +5  | 37  |                                                             |
| 8   | Racing FC                 | 26 | 9  | 6 | 11 | 42 | 44 | −2  | 33  |                                                             |
| 9   | UN Käerjeng 97            | 26 | 9  | 4 | 13 | 44 | 53 | −9  | 31  |                                                             |
| 10  | Wiltz                     | 26 | 9  | 3 | 14 | 42 | 66 | −24 | 30  |                                                             |
| 11  | Etzella Ettelbruck        | 26 | 6  | 9 | 11 | 41 | 61 | −20 | 27  |                                                             |
| 12  | Progrès Niedercorn (B, O) | 26 | 7  | 4 | 15 | 29 | 45 | −16 | 25  | Baraże o Nationaldivisioun                                  |
| 13  | Pétange (S)               | 26 | 3  | 5 | 18 | 21 | 56 | −35 | 14  | Spadek do Luxembourg Division of Honour                     |
| 14  | Union 05 Kayl-Tétange (S) | 26 | 3  | 3 | 20 | 29 | 73 | −44 | 12  | Spadek do Luxembourg Division of Honour                     |

1. ↑  Differdange 03 zakwalifikował się do Ligi Europy jako uczestnik finału Pucharu Luksemburga.

## Wyniki
| Gospodarz \ Gość      | DIF | DUD | ETZ | FOL | GRE | JEC | JEU | KÄE | PET | PRO | RAC | RMH | UKT | WIL |
| --------------------- | --- | --- | --- | --- | --- | --- | --- | --- | --- | --- | --- | --- | --- | --- |
| Differdange 03        |     | 2–1 | 0–0 | 1–0 | 2–3 | 3–1 | 0–3 | 0–0 | 3–0 | 2–1 | 6–2 | 4–2 | 3–1 | 0–1 |
| F91 Dudelange         | 3–0 |     | 4–3 | 0–0 | 1–1 | 0–1 | 0–1 | 2–1 | 2–1 | 3–0 | 2–1 | 1–0 | 3–0 | 7–1 |
| Etzella Ettelbruck    | 0–4 | 0–1 |     | 0–5 | 1–0 | 1–1 | 0–4 | 3–1 | 2–2 | 1–1 | 2–2 | 2–2 | 3–3 | 3–2 |
| Fola Esch             | 2–1 | 1–2 | 5–1 |     | 1–1 | 3–1 | 0–2 | 4–1 | 3–0 | 4–0 | 1–1 | 2–1 | 4–2 | 1–0 |
| Grevenmacher          | 3–2 | 0–0 | 4–1 | 3–3 |     | 0–0 | 0–2 | 1–0 | 3–1 | 3–2 | 3–3 | 1–2 | 2–1 | 4–1 |
| Jeunesse Canach       | 1–3 | 1–1 | 1–2 | 1–1 | 0–2 |     | 3–0 | 3–1 | 1–2 | 0–2 | 1–1 | 2–2 | 2–0 | 6–2 |
| Jeunesse Esch         | 2–4 | 0–3 | 3–2 | 1–4 | 0–0 | 5–1 |     | 5–1 | 3–0 | 0–0 | 3–4 | 0–1 | 4–1 | 0–2 |
| UN Käerjeng 97        | 2–2 | 1–3 | 5–3 | 1–4 | 2–0 | 1–1 | 2–3 |     | 3–0 | 2–0 | 2–0 | 2–4 | 3–2 | 4–3 |
| Pétange               | 1–1 | 0–4 | 1–1 | 0–2 | 1–1 | 1–2 | 0–2 | 1–4 |     | 0–2 | 1–0 | 0–3 | 1–1 | 0–1 |
| Progrès Niedercorn    | 1–2 | 1–1 | 5–1 | 0–3 | 2–0 | 0–2 | 0–4 | 0–2 | 1–0 |     | 0–1 | 1–0 | 1–3 | 2–3 |
| Racing FC             | 1–3 | 1–1 | 1–3 | 0–1 | 2–1 | 1–0 | 0–2 | 3–0 | 2–1 | 3–1 |     | 1–1 | 0–2 | 0–3 |
| RM Hamm Benfica       | 2–1 | 1–1 | 3–2 | 2–3 | 1–1 | 0–4 | 1–0 | 2–1 | 5–2 | 2–2 | 4–1 |     | 3–1 | 2–0 |
| Union 05 Kayl-Tétange | 1–0 | 1–5 | 1–4 | 1–6 | 1–2 | 0–2 | 0–2 | 1–1 | 1–3 | 1–3 | 0–2 | 1–5 |     | 1–5 |
| Wiltz                 | 0–4 | 1–2 | 0–0 | 0–3 | 0–4 | 1–2 | 1–2 | 3–2 | 4–2 | 2–1 | 0–9 | 2–2 | 4–2 |     |

## Baraże o Nationaldivisioun
Po zakończeniu rozgrywek odbędzie się mecz barażowy o miejsce w najwyższej klasie rozgrywkowej Luksemburga między 12. drużyną Nationaldivisioun a 3. zespołem Éierepromotioun.
| 30 maja 2013 | Progrès Niedercorn                  | 1:0        | UNA Strassen                  |                                                                  |
| 19:30        | Rougeaux 118'                       | (0:0, 0:0) |                               | Käerjénger Dribbel, Bascharage Widzów: 1448 Sędzia: Sven Bindels |
| 19:30        | Moreno Fabbro 10' · Paul Bossi 113' | (0:0, 0:0) | 30' Jocelino Silva Dos Santos | Käerjénger Dribbel, Bascharage Widzów: 1448 Sędzia: Sven Bindels |

## Strzelcy
| Bramki | Strzelcy          | Drużyna               |
| ------ | ----------------- | --------------------- |
| 21     | Edis Osmanović    | FC Wiltz 71           |
| 20     | Stefano Bensi     | Fola Esch             |
| 15     | David Turpel      | Etzella Ettelbruck    |
| 14     | Sanel Ibrahimović | Jeunesse Esch         |
| 13     | Omar Er Rafik     | FC Differdange 03     |
| 13     | François Augusto  | RM Hamm Benfica       |
| 13     | Zarko Lukic       | Racing FC             |
| 12     | Thierry Steinmetz | F91 Dudelange         |
| 12     | Tony Lopes        | Union 05 Kayl-Tétange |
| 12     | Daniel Huss       | CS Grevenmacher       |

Źródło: transfermarkt